# Pohronský Ruskov
Pohronský Ruskov (Hongaars: Oroszka) is een Slowaakse gemeente in de regio Nitra, en maakt deel uit van het district Levice.
Pohronský Ruskov telt 1.354 inwoners.